# Дом Монферрана
Дом Монферрана — памятник архитектуры. Расположен в Санкт-Петербурге, современный адрес дома — набережная реки Мойки, 86-88, угол с Прачечным переулком.
На территории южнее Адмиралтейства изначально жили «морские адмиралтейские служители». В 1737 году пожаром были уничтожены дома Морских слобод до Мойки, после пожара указ от 20 августа 1739 года велел на набережных Мойки строить каменные здания, «в один, а кто пожелает в два апартамента на погребах». На время издания указа участком владел флотский лейтенант Лев Александрович Милославский. Он не смог заняться строительством, так как был в походе, и 16 мая 1743 года по доверенности продал участок «цехового дела столярному мастеру Ивану Ивановичу Шмиту» (Иоганн (Яган, Иван) Бернгард Шмит (Шмидт)), который построил требуемого вида дом в 1743-44 годах. В 1810 году купчиха Шмидт приняла решение расширить здание: «пристроить каменное жилое строение к таковому же в два и один этаж, да на таковом же надстроить второй этаж и вновь построить каменный сарай», что и было реализовано в 1811—1812 годах.
C 1820-х (по другим сведениям, с 1834 года, после получения денег за Александровскую колонну, по иным — с 5 февраля 1836 года) по 1858 год (год смерти) принадлежал О. Монферрану. Ходили (недостоверные) слухи, что на дом он заработал, обманывая казну при постройке Исаакиевского собора.
Архитектор в 1830-х годах построил во дворе поперечный флигель с круглой башней, отделившей парадный двор от пейзажного садика. При жизни Монферрана во дворах было подобие музея, собрание античного искусства — с правой части стояли «драгоценные саркофаги» и бронзовая статуя Цезаря на пьедестале из розового мрамора, далее в пейзажном садике стояли два древнеегипетских саркофага, античный Аполлон Кифаред, мраморное тондо «Мадонна с младенцем и двумя ангелами» Луки делла Роббиа, в хозяйственном дворике — античные урны, фрагменты древних саркофагов.
И у дома, и у флигеля по два этажа. Внутреннюю отделку исполнил коллега Монферрана, его помощник по постройке Исаакиевского собора, В. А. Шрейбер в 1845—1846 годах. В 1857 году проезд с набережной застроили, создав вместо него вестибюль.
От входа с парадного двора на бельэтаж вела бронзовая (по названию) лестница, там были большой и малый зал. В первом сохранилась лепнина и венецианский камин, второй оформлен в стиле французского возрождения. Также на бельэтаже располагалась готическая капелла, украшенная витражами. На первом этаже дворовых корпусов были расположены личные комнаты Монферрана. Всего в особняке было три зала и пятнадцать комнат с плафонами, резной мебелью и каминами, на одном из которых было написано: «Хоть дом невелик, друзьям его двери открыты днем и ночью». Фасад восточного флигеля с «флорентийской» крышей был «декорирован выступающими из люнет изображениями великих архитекторов и древними и новыми рельефами».
В трёх небольших комнатах нижнего этажа жила жена Монферрана. В верхнем этаже находились гостиные. Архитектор умер в поперечном флигеле, где были обустроены рабочий кабинет и библиотека.
По завещанию дом достался жене Монферрана, уехавшей в Париж после распродажи имущества. Дом купил А. В. Старчевский. В 1867 году дом перешёл к В. И. Мятлеву. В 1868 году он изменил фасад дома и рустовку первого этажа, добавил рустовку на фасад второго этажа. В те же годы был уничтожен садик за поперечным корпусом, изменена отделка помещений.
В 1890 год дом получила Людмила Павловна Бутурлина (урожденная Бобринская). С 1904 по 1910 годы дом арендовало у неё итальянское посольство, которое затем переехало на Большую Морскую, 43. В 1913 году домом владел Я. В. Ратьков-Рожнов, при нём И. А. Фомин спроектировал перестройку галереи, которая соединяла поперечный дворовый флигель с флигелем заднего двора. Была создана столовая, оформленная в стиле классицизма, декорированная ионическими пилястрами. Плафон столовой расписал У. А. Боданинский. Стены были разделены на два яруса, роспись между пилястрами нижнего яруса имитировали «гротески» Рафаэля в Ватиканском дворце. Стены светлые, потолок тёмный, расчленённый на расписанные кессоны. Вид столовой публиковался в архитектурных журналах.
Из дома виден построенный Монферраном Исаакиевский собор.
В 1920-е дом был объединён с соседним; по сути домом Монферрана в современном здании является лишь левая половина, украшенная балконом в форме фонаря.
В «Красной газете» от 1 июля 1928 года упоминалось, что дом во время гражданской войны использовался как приют для бездомных. С 1919 по апрель 1922 года в здании было немецкое консульство, до 1941 года — Ленинградское геологоразведочное управление, после 1945 года — Проектный институт «Гипроруда», с середины 1990-х здание занимает Городская прокуратура.

## Галерея

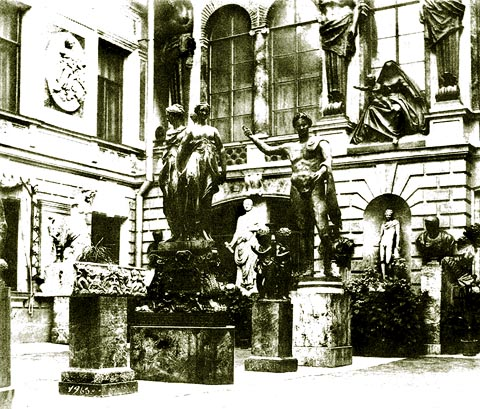
Парадный двор, коллекция античного искусства, 1853 год
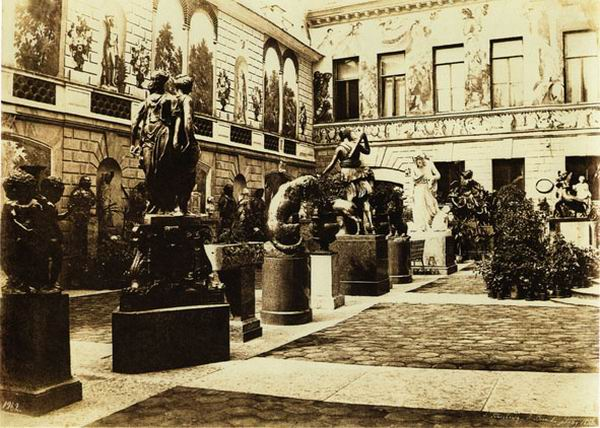
Парадный двор
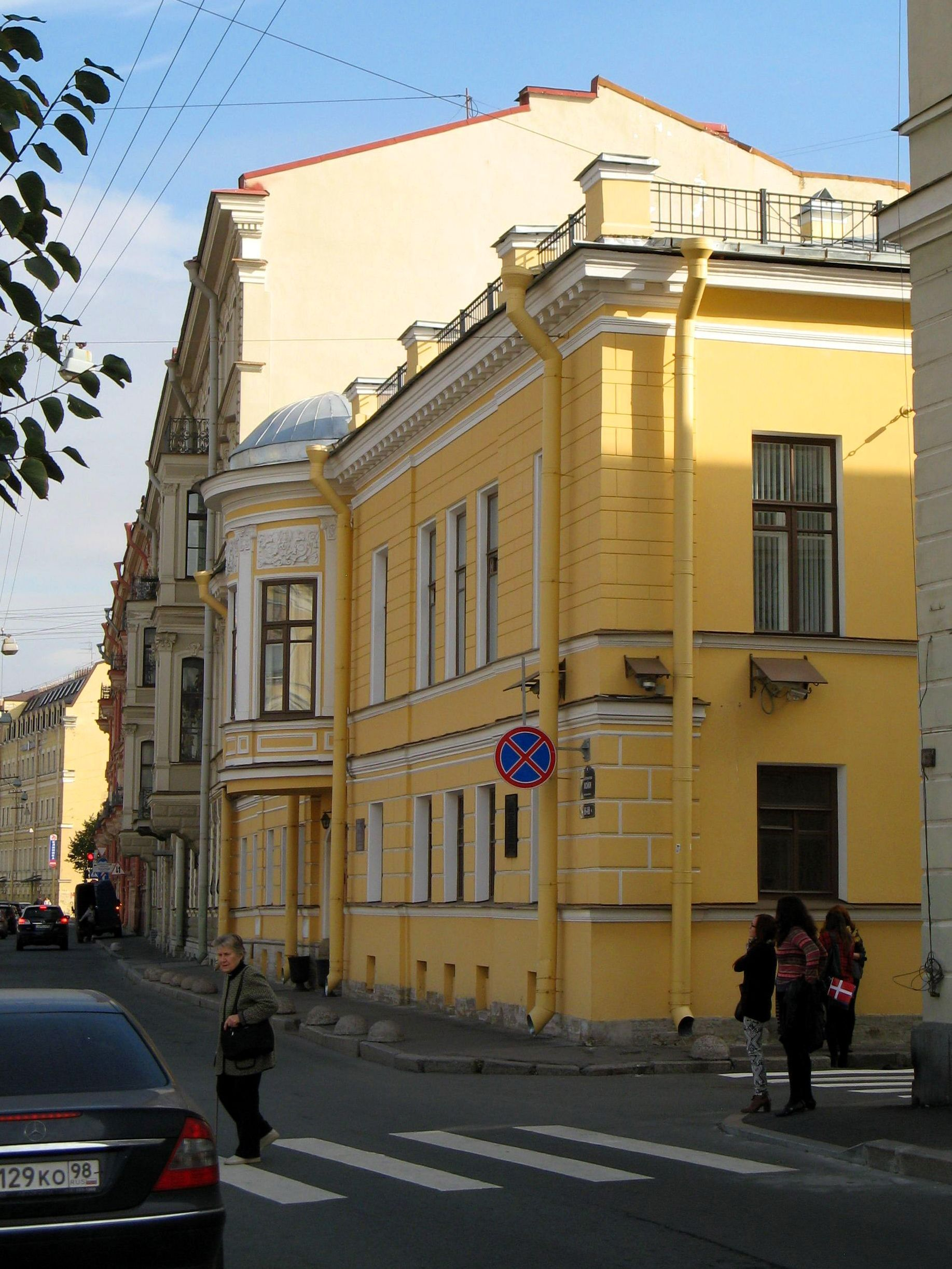
Вид с набережной
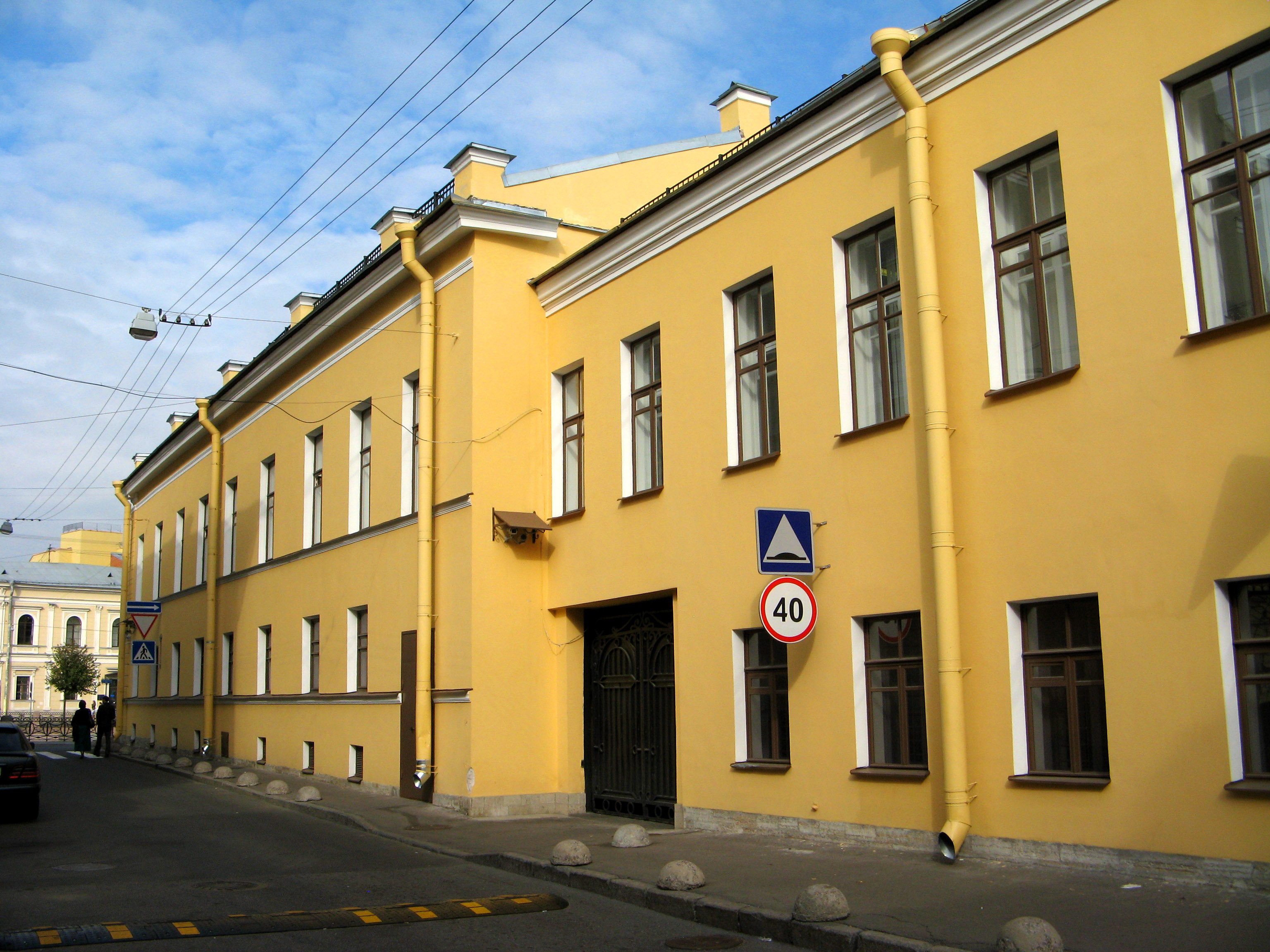
Вид со стороны переулка